# Hladno pivo

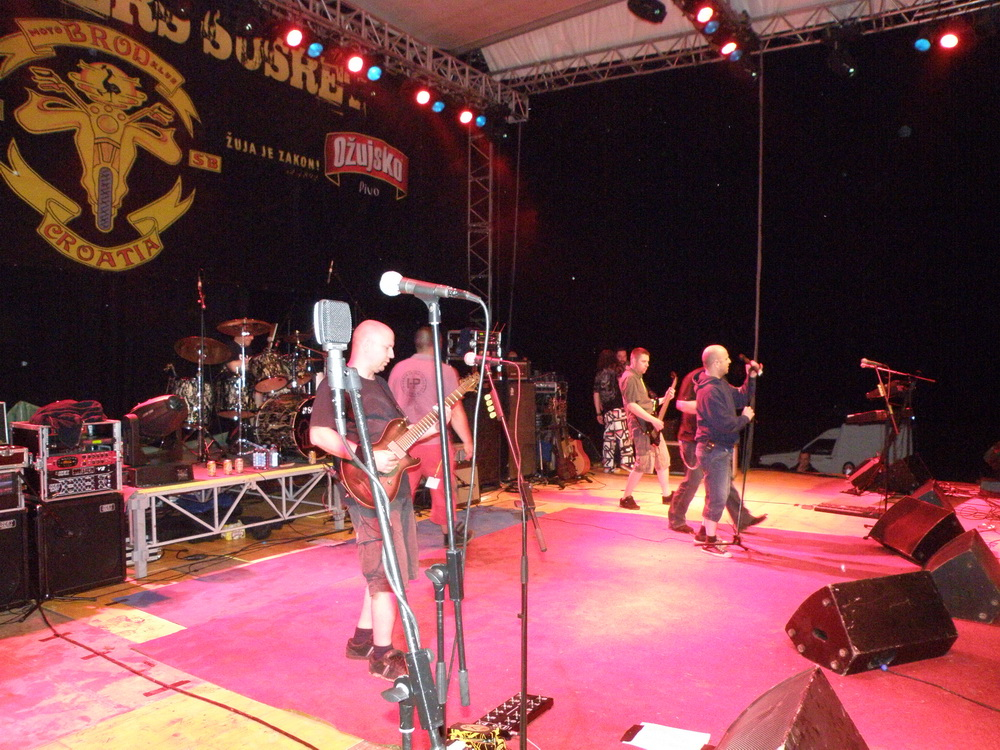
Hladno pivo på konsert

Hladno pivo (övers. "Kall öl") är ett kroatiskt punk- och rockband bildat i Zagreb 1988.